# Маркетти Сельваджани, Франческо
Франческо Маркетти Сельваджани (итал. Francesco Marchetti Selvaggiani; 1 октября 1871, Рим, королевство Италия — 13 января 1951, там же) — итальянский куриальный кардинал. Титулярный архиепископ Селевкии Исаврийской с 16 февраля 1918 по 3 июля 1930. Апостольский интернунций в Венесуэле с 16 февраля 1918 по 21 мая 1920. Апостольский нунций в Венесуэле с 21 мая по 4 декабря 1920. Апостольский нунций в Австрии с 4 декабря 1920 по 15 декабря 1922. Секретарь Священной Конгрегации Пропаганды Веры с 15 декабря 1922 по 30 июня 1930. Генеральный викарий Рима с 9 мая 1931 по 13 января 1951. Секретарь Верховной Священной Конгрегации Священной Канцелярии с 30 апреля 1939 по 13 января 1951. Декан Священной коллегии кардиналов с 16 февраля 1948 по 13 января 1951. Префект Священной Конгрегации Церемониала с 16 февраля 1948 по 13 января 1951. Кардинал-священник с 30 июня 1930, с титулом церкви Санта-Мария-Нуова с 3 июля 1930 по 15 июня 1936. Кардинал-епископ Фраскати с 15 июня 1936. Кардинал-епископ Остии с 16 февраля 1948.